# The Tower Osaka
The Tower Osaka (ザ・タワー大阪) est un gratte-ciel construit dans l'arrondissement Fukushima-ku d'Osaka au Japon de 2005 à 2008. Sa hauteur est de 185 mètres. Il comprend 561 logements.
La surface de plancher de l'immeuble est de 73 137 m2.
L'immeuble a été conçu par l'agence d'architecture Takenaka Corporation et par la société Mitsubishi Estate. 